# Paper Mario: The Thousand-Year Door
Paper Mario: The Thousand-Year Door is een computerrollenspel voor de Nintendo GameCube. Het spel is ontwikkeld door Intelligent Systems en uitgegeven door Nintendo. Paper Mario: The Thousand-Year Door werd op 12 november 2004 uitgebracht in Europa.
Het spel werd voorafgegaan aan Paper Mario uit 2001, en werd in 2007 opgevolgd door Super Paper Mario voor de Wii.
Een remake voor de Switch verscheen op 23 mei 2024. Deze remake kreeg verbeterde graphics, een nieuwe soundtrack en een Nederlandse vertaling. 

## Verhaal
Het verhaal gaat over de broers Mario en Luigi die op een dag een brief ontvangen van Princess Peach. Peach is op vakantie in Rogueport en laat weten dat ze een geheime schatkaart heeft gevonden. Ze nodigt Mario uit om langs te komen en het raadsel achter de mysterieuze kaart op te lossen. Aangekomen in Rogueport blijkt Princess Peach verdwenen te zijn. Mario moet nu op zoek gaan naar de prinses, maar tegelijkertijd ook het mysterie rondom de "duizendjarige deur" ontcijferen.

### Remake
In de remake voor de Switch helpt Mario prinses Peach in Boevechem, een beruchte schurkenstad, om een verloren schat terug te vinden. Maar dan is Peach plots verdwenen. Onderweg hoort Mario over de legende van de zeven juweelsterren, die eenmaal naar de Millenniumpoort toegang geven tot een verzegelde schat. Ook slechterik Bowser heeft grote interesse in deze verborgen schat.

## Gameplay
In het spel gaan de hoofdpersonages, Mario, Goombella, Koops, Fameuze Flurrie en Yoshi de strijd aan met tegenstanders, die verslagen moeten worden in beurtelingse (turn-based) gevechten. Deze gevechten spelen zich af op een kartonnen podium onder toeziend oog van een publiek. Door het onderweg verzamelen van penningen kan Mario beschikken over steeds sterkere aanvallen.

## Trivia
- Het spel is opgenomen in het boek 1001 Video Games You Must Play Before You Die van Tony Mott.